# Алексеевское сельское поселение (Воронежская область)
Алексеевское сельское поселение — муниципальное образование в Грибановском районе Воронежской области.
Административный центр — село Алексеевка.

## Административное деление
Состав поселения:
- село Алексеевка,
- посёлок Межевихин,
- посёлок Симкин.